# Glossobius arimae
Glossobius arimae is een pissebed uit de familie Cymothoidae. De wetenschappelijke naam van de soort is voor het eerst geldig gepubliceerd in 2001 door Nunomura.